# Büchlberg

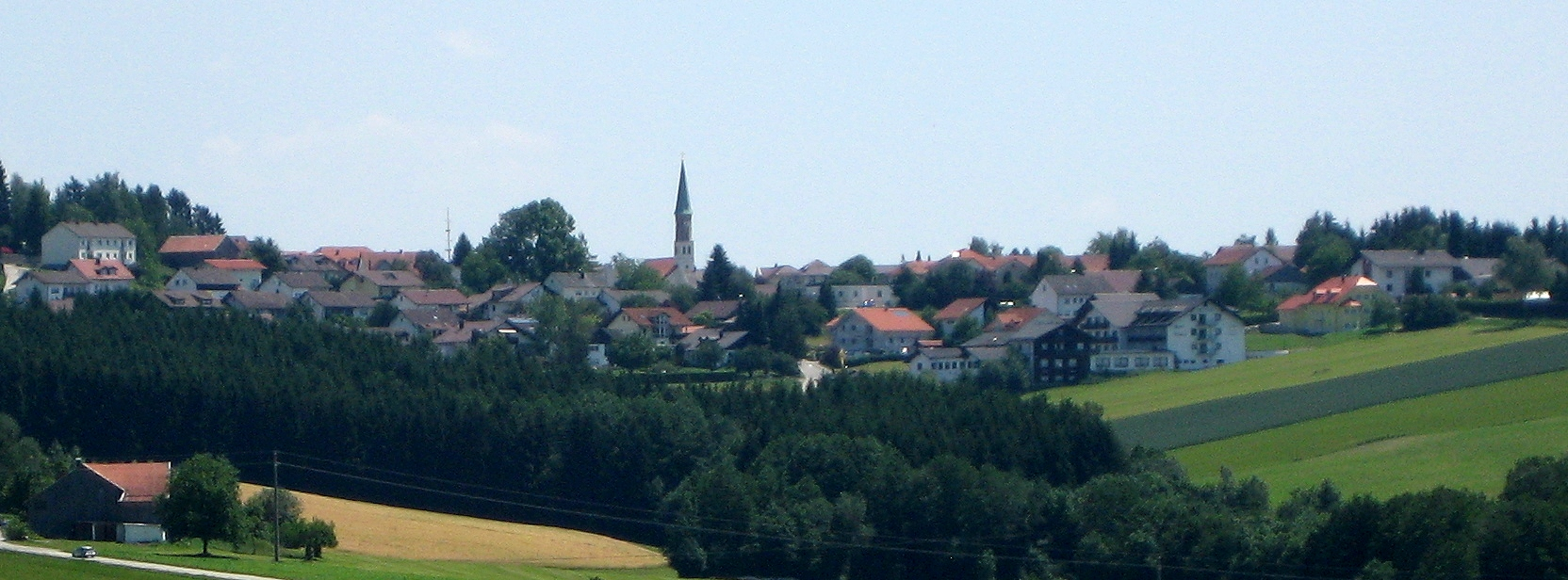
Büchlberg

Büchlberg – miejscowość i gmina w Niemczech, w kraju związkowym Bawaria, w rejencji Dolna Bawaria, w regionie Donau-Wald, w powiecie Pasawa. Leży około 12 km na północny wschód od Pasawy, przy drodze B12.

## Dzielnice
W skład gminy wchodzą cztery dzielnice: Donauwetzdorf, Leoprechting, Nirsching, Raßberg.

## Demografia
| Rok  | Liczba mieszk. |
| ---- | -------------- |
| 1970 | 2 861          |
| 1987 | 3 331          |
| 2000 | 3 939          |

## Oświata
W 1999 roku w gminie znajdowało się 125 miejsc przedszkolnych (116 dzieci) oraz szkoła podstawowa (21 nauczycieli, 319 uczniów).

## Współpraca
Miejscowość partnerska:
- Esternberg, Austria